# Andante favori

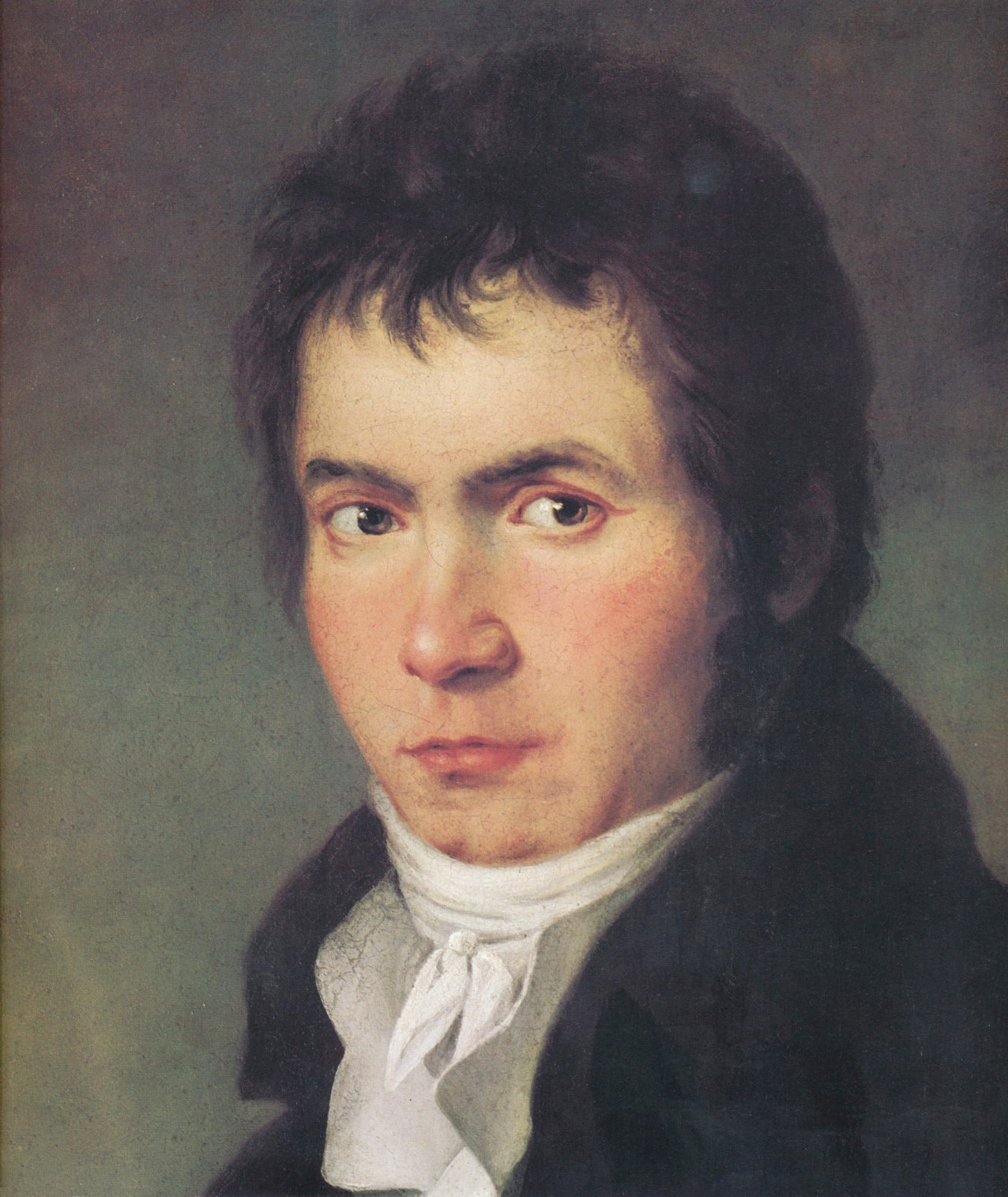
Beethoven en 1804.

Andante favori, WoO 57 es una pieza para piano solo compuesta por Ludwig van Beethoven entre 1803 y 1804. 

## Historia
La composición de la pieza se desarrolló entre 1803 y 1804. En los catálogos de las obras de Beethoven se designa como WoO 57. Originalmente iba a ser el segundo de los tres movimientos que conforman la Sonata para piano n.º 21 Op. 53 "Waldstein", finalmente descartada por su excesiva extensión. El siguiente extracto de la biografía de Beethoven de Thayer explica el cambio tal y como lo relata Ferdinand Ries, que era alumno del compositor:

«Un amigo de Beethoven le dijo que la sonata era demasiado larga, por lo que el compositor le reprendió duramente. Pero tras una calmada reflexión, Beethoven se convenció de la corrección de la crítica. (...) El Andante fue por tanto excluido y su lugar fue ocupado por la interesante Introducción al Rondó que tiene ahora. Un año después de la publicación de la sonata, el Andante también apareció por separado.»

La razón del título la dio otro alumno del maestro, Carl Czerny: "Debido a su popularidad (puesto que Beethoven lo tocaba frecuentemente en sociedad) le dio el título de Andante favori" (Andante favorito).
La primera publicación de la obra fue llevada a cabo por la editorial Bureau des Arts et d'Industrie en 1805 en Viena.

### Relación con Josephine Brunsvik

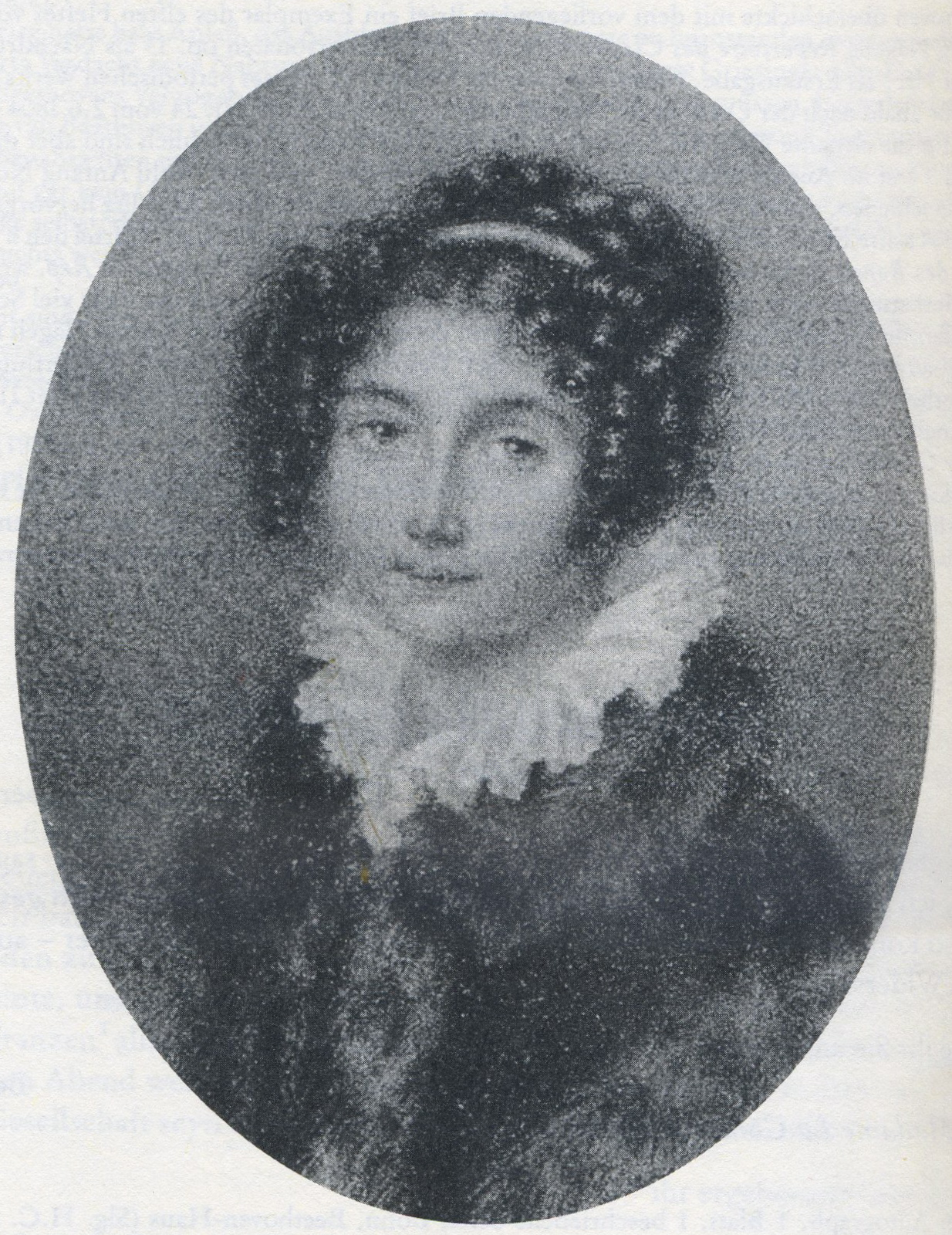
Josephine Brunsvik c. 1800.

La pieza se compuso a modo de declaración musical de amor a la condesa Josephine Brunsvik. La familia Brunsvik hizo presión para poner fin a la relación, tal y como se observa en una carta de Therese a Charlotte, ambas hermanas de Josephine, del 20 de enero de 1805.

«Beethoven und Pepi, was soll daraus werden? ¡Sie soll auf ihrer Hut sein! ... Ihr Herz muss die Kraft haben nein zu sagen, eine traurige Pflicht.»
Beethoven y Pepi, ¿qué va a ser esto? ... ¡Ella debe estar en guardia! Su corazón debe tener la fuerza para decir no, un triste deber.

La condesa no podía contemplar la posibilidad de casarse con Beethoven, un plebeyo, por la sencilla razón de que habría perdido la tutela de sus aristocráticos hijos. Así se lo hacía saber Josephine al músico en una carta escrita en el invierno de 1806-1807:

«Ich müßte heilige Bande verletzen, gäbe ich Ihrem Verlangen Gehör - Glauben Sie - daß ich, durch Erfüllung meiner Pflichten, am meisten leide - und daß gewiß, edle Beweggründe meine Handlungen leiteten.»
Tendría que violar lazos sagrados si cediera a tu petición - Créeme - que yo, al hacer lo que es mi deber, sufro más - y que seguramente nobles motivos guiaban mis acciones.

Hacia finales de 1807, Josephine empezó a ceder a la presión de su familia y se alejó de Beethoven; no estaba en casa cuando él fue a verla. Esto se interpretó posteriormente de forma errónea como un "enfriamiento" de su amor.

## Análisis
La pieza consta de un único movimiento marcado como Andante grazioso con moto. La interpretación de la obra tiene una duración aproximada de unos nueve minutos. Está escrito en la tonalidad de fa mayor, en compás de 3/8 y sigue la forma rondó. La tonalidad es la subdominante de la tónica de la Sonata Waldstein, pieza a la que iba a pertenecer originalmente. En el rondó cada retorno del tema es en forma de variación. Por otra parte, el tema en sí es bastante extenso presenta una forma ternaria. 

## En la cultura popular
Esta obra ha sido incluida en bandas sonoras de películas y programas de televisión.
- 1995 – Orgullo y prejuicio, serie de la BBC, adaptación de la novela Orgullo y prejuicio de Jane Austen, en cuyo episodio 5 de la temporada 1 se incluye el Andante favori. A unos seis minutos del principio hay una escena en la que Elizabeth Bennet y Fitzwilliam Darcy intercambian tiernas miradas mientras la hermana de él, Georgiana, toca esta pieza en el fortepiano. La acción de la escena coincide con dos modulaciones en la música de la tonalidad principal a re bemol mayor y viceversa.